# Melleruds kommun
Melleruds kommun är en kommun i Västra Götalands län, i före detta Älvsborgs län. Centralort är Mellerud.
Landskapet karaktäriseras av långsträckta höjdryggar och djupt nedskurna berggrundsraviner. Norra delen av Dalboslätten utgör kommunens östra del som består av en uppodlad slätt. Kusten mot Vänern är delvis klippig med en mindre skärgård i norr. 
Området som utgör Mellerud kommun har en lång tradition av bruk, främst förknippade med Upperuds järnbruk och Håfreströms AB. 
Från det att kommunen bildades 1971 och fram till mitten av 1990-talet var folkmängden i kommunen stabil. Därefter var trenden negativ, men med en viss ökning i slutet på 2010-talet. 
Centerpartiet och Socialdemokraterna har historiskt varit de två största partierna. Sedan åtminstone 2010 har kommunen haft växlande styre. Mandatperioden 2022–2026 styrs kommunen av Kommunpartiet i Mellerud, Kristdemokraterna och Moderaterna.

## Administrativ historik
Kommunens område motsvarar socknarna: Bolstad, Dalskog, Erikstad, Grinstad, Gunnarsnäs, Holm, Järn, Skållerud och Ör. I dessa socknar bildades vid kommunreformen 1862 landskommuner med motsvarande namn. 
Melleruds köping bildades 1908 genom en utbrytning ur Holms landskommun. Landskommunen införlivades sedan i köpingen, en del 1921 och resten 1952.
Vid kommunreformen 1952 bildades ett antal storkommuner i området: Bolstad (av de tidigare kommunerna Bolstad, Erikstad och Grinstad), Kroppefjäll (av Dalskog, Gunnarsnäs och Ör) samt Skållerud (oförändrad). Samtidigt uppgick landskommunerna Holm och Järn i Melleruds köping.
1969 införlivades Skålleruds, Bolstads och Kroppefjälls landskommuner i köpingen. Melleruds kommun bildades vid kommunreformen 1971 genom en ombildning av Melleruds köping.
Kommunen ingår sedan bildandet i Vänersborgs tingsrätts domsaga.

## Geografi
Kommunen är belägen vid Vänerns västra strand i den östra delen av landskapet Dalsland. Melleruds kommun gränsar i nordväst till Bengtsfors kommun, i norr till Åmåls kommun, i söder till Vänersborgs kommun och i väster till Färgelanda kommun, alla i före detta Älvsborgs län. I öster har kommunen en maritim gräns till Lidköpings kommun i före detta Skaraborgs län.

### Topografi och hydrografi
Gnejs, kvartsit och skiffer utgör berggrunden i västra delen av kommunen. Genom att berggrunden veckats och förkastningar bildats karaktäriseras landskapet av långsträckta höjdryggar och djupt nedskurna berggrundsraviner. Det har även påverkat sjösystemens riktning. 
Norra delen av Dalboslätten utgör kommunens östra del som består av en flack urbergsslätt. Slätten är i huvudsak klädd med  leriga, uppodlade sediment, i vilka Holmsån och Dalbergsån har ett meandrande lopp. Moränryggen Hjortens udde i Vänern är det tydligaste beviset på de det parti av de mellansvenska ändmoränerna som löper genom kommunen. Kusten är delvis klippig med en mindre skärgård i norr.
Nedan presenteras andelen av den totala ytan 2020 i kommunen jämfört med riket.
|  | Bebyggelse (5,4 %) |

|  | Skog (52,3 %) |

|  | Öppen myrmark (1,6 %) |

|  | Jordbruksmark (34,6 %) |

|  | Övrig mark (6,1 %) |

|  | Bebyggelse (3,1 %) |

|  | Skog (68,0 %) |

|  | Öppen myrmark (7,2 %) |

|  | Jordbruksmark (7,4 %) |

|  | Övrig mark (14,3 %) |

### Naturskydd
År 2023 fanns 14 naturreservat i Melleruds kommun. Som exempel kan nämnas Årbolsfjället vid sjön Näsölen. Området är primär bevisen med naturskog. Där trivs åtminstone 15 rödlistade arter, däribland stor klipptuss, grön sköldmossa, vedtrappmossa, klosterlav, västlig njurlav och blylav. Ett annat exempel är Forsbo vid Upperuds sluss. Reservatet omfattar både en del av Dalslands kanal och skogsmark. I reservatet förekommer ett 80-tal rödlistade arter, däribland hällebräcka, trollsmultron och en mängd orkidéer.

### Administrativ indelning
Fram till 2016 var kommunen för befolkningsrapportering indelad i
- Bolstads församling
- Holms församling
- Skålleruds församling
- Örs församling

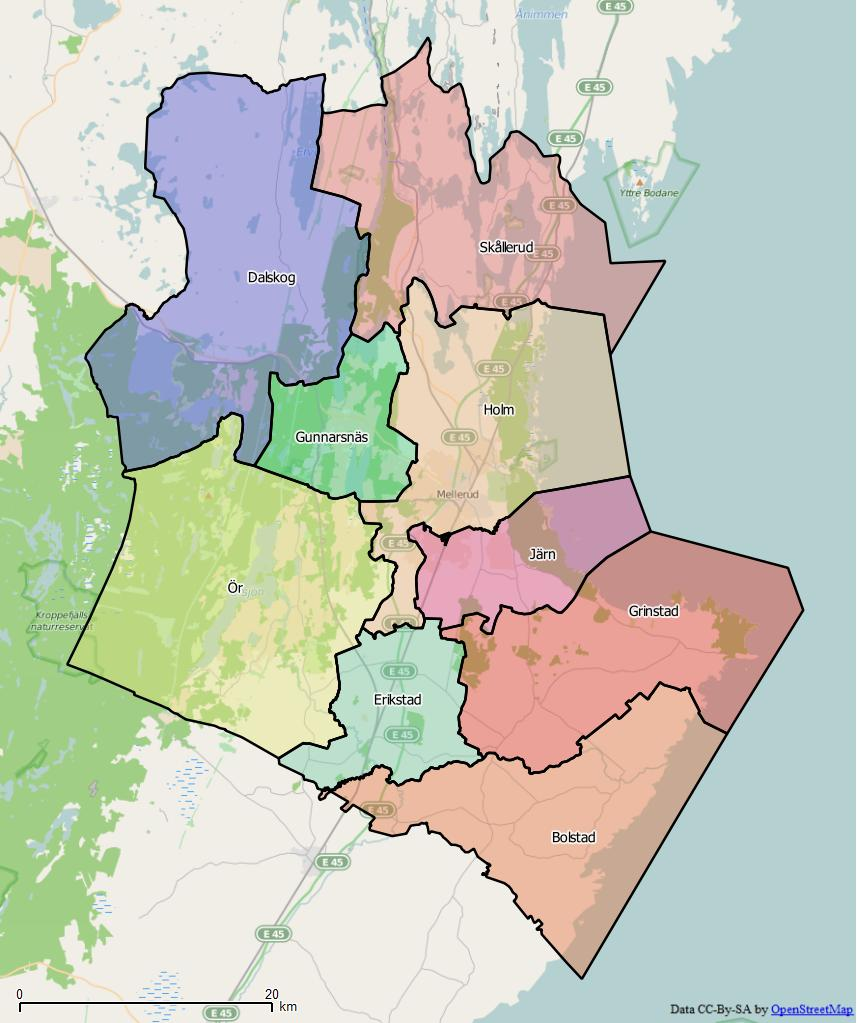
Distrikt (socknar) inom Melleruds kommun

Från 2016 indelas kommunen istället i följande distrikt, vilka motsvarar de tidigare socknarna:

- Bolstad
- Dalskog
- Erikstad
- Grinstad
- Gunnarsnäs
- Holm
- Järn
- Skållerud
- Ör

### Tätorter
Vid Statistiska centralbyråns tätortsavgränsning den 31 december 2015 fanns det tre tätorter i Melleruds kommun. 
| Nr | Tätort       | Folkmängd |
| -- | ------------ | --------- |
| 1  | Mellerud     | 3 797     |
| 2  | Dals Rostock | 882       |
| 3  | Åsensbruk    | 746       |

Centralorten är i fet stil.

## Styre och politik

### Styre
Mandatperioden 2010–2014 styrdes kommunen av Alliansen som tillsammans samlade 20 av 41 mandat i kommunfullmäktige. Efter valet 2014 tillträdde en blocköverskridande koalition bestående av de två största partierna, Socialdemokraterna och Centerpartiet. De samlade 17 av de då 31 mandaten i kommunfullmäktige. De efterträddes av en ny konstellation som utgjordes av de sex partierna Centerpartiet, Kommunpartiet i Mellerud, Kristdemokraterna, Liberalerna, Miljöpartiet och Moderaterna.
Mandatperioden 2022–2026 styrs kommunen av en koalition bestående av Kommunpartiet i Mellerud, Kristdemokraterna och Moderaterna. Koalitionens stödparti är Sverigedemokraterna.

### Kommunfullmäktige

#### Presidium
| Presidium 2022–2026    | Presidium 2022–2026 | Presidium 2022–2026 |
| ---------------------- | ------------------- | ------------------- |
| Ordförande             | M                   | Roland Björndahl    |
| Förste vice ordförande | KD                  | Lisbeth Berglöv     |
| Andre vice ordförande  | SD                  | Liselott Hassel     |

#### Mandatfördelning 1970–2022
| 15 | 16 | 5 |  | 4 |

| 37 |

| 14 | 18 | 3 |  | 5 |

| 36 |

| 13 | 18 | 3 |  | 6 |

| 33 | 8 |

| 14 | 15 | 3 | 2 | 7 |

| 34 | 7 |

| 14 |  | 14 | 2 | 2 | 8 |

| 35 | 6 |

| 13 | 2 | 13 | 4 | 2 | 7 |

| 32 | 9 |

| 14 | 3 | 12 | 4 | 2 | 6 |

| 29 | 12 |

| 12 | 2 | 2 | 12 | 3 | 3 | 7 |

| 28 | 13 |

| 15 | 4 |  | 11 | 2 | 2 | 6 |

| 23 | 18 |

|  | 12 | 6 |  | 8 | 2 | 4 | 7 |

| 24 | 17 |

| 3 | 12 | 2 |  | 8 | 5 | 5 | 5 |

| 25 | 16 |

| 3 | 12 |  |  |  | 10 | 2 | 5 | 6 |

| 27 | 14 |

| 3 | 13 | 2 |  | 2 | 8 | 2 | 3 | 7 |

| 26 | 15 |

|  | 10 | 2 |  | 3 | 7 |  | 2 | 4 |

| 18 | 13 |

|  | 8 |  | 2 | 6 | 6 |  | 2 | 4 |

| 19 | 12 |

|  | 8 | 2 | 7 | 5 | 2 | 6 |

| 17 | 14 |

### Nämnder

#### Kommunstyrelse
| Presidium 2022–2026    | Presidium 2022–2026 | Presidium 2022–2026 |
| ---------------------- | ------------------- | ------------------- |
| Ordförande             | M                   | Ludwig Mossberg     |
| Förste vice ordförande | KD                  | Daniel Jensen       |
| Andre vice ordförande  | SD                  | Ulf Rexefjord       |

#### Lista över kommunstyrelsens ordförande
- Karl-Erik Johansson, Centerpartiet, 1 januari 1971–1982[16]
- Gunnar Gustafsson, Centerpartiet, 1982–april 1984[16]
- Anders Jansson, Centerpartiet, 1984–november 1990[16]
- Lennart Karlsson, Centerpartiet, 1990–2002[16]
- Robert Svensson, Centerpartiet, 2003–2014[16]
- Tommy Johansson, Socialdemokraterna, 2015–2018[16]
- Morgan E. Andersson, Centerpartiet, 1 januari 2019–31 december 2022[16]
- Ludwig Mossberg, Moderaterna, 1 januari 2023–[16]

Denna lista hämtas från Wikidata. Informationen kan ändras där.

#### Övriga nämnder
Avser mandatperioden 2022–2026.
| Nämnd                          | Ordförande | Ordförande      | Vice ordförande | Vice ordförande |
| ------------------------------ | ---------- | --------------- | --------------- | --------------- |
| Socialnämnden                  | KD         | Daniel Jensen   | M               | Ann-Sofie Fors  |
| Kultur- och utbildningsnämnden | M          | Harald Ericson  | KD              | Paula Törnqvist |
| Byggnadsnämnden                | KiM        | Jörgen Eriksson | M               | Henrik Nilsson  |
| Valnämnden                     | M          | Harald Ericson  | KD              | Zoran Firis     |

## Ekonomi och infrastruktur

### Näringsliv
Området som utgör Mellerud kommun har en lång tradition av bruk, främst förknippade med Upperuds järnbruk som grundades 1674 och Håfreströms AB som grundades 1880. I början av 2020-talet dominerades industrisektorn av företagen Emballator Mellerud Plast AB, Daloc Shelter AB (skyddsrum) och Hellbergs Dörrar i Mellerud AB.

### Infrastruktur

#### Transporter
I nord-sydlig riktning genomkorsas kommunen av E45 varifrån länsväg 166 tar av åt nordväst i Mellerud. I nord-sydlig riktning genomkorsas kommunen också av järnvägen Norge/Vänerbanan som trafikeras av SJ:s och Tågabs fjärrtåg. Enda stationen finns i Mellerud. Dalslands kanal har sin början i kommunens norra delar med akvedukten i Håverud.

## Befolkning

### Demografi

#### Befolkningsutveckling
Kommunen har 9 052 invånare (31 december 2024), vilket placerar den på 233:e plats avseende folkmängd bland Sveriges kommuner.
| Befolkningsutvecklingen i Melleruds kommun 1970–2020 | Befolkningsutvecklingen i Melleruds kommun 1970–2020 | Befolkningsutvecklingen i Melleruds kommun 1970–2020 | Befolkningsutvecklingen i Melleruds kommun 1970–2020 | Befolkningsutvecklingen i Melleruds kommun 1970–2020 |
| ---------------------------------------------------- | ---------------------------------------------------- | ---------------------------------------------------- | ---------------------------------------------------- | ---------------------------------------------------- |
|                                                      |                                                      |                                                      |                                                      |                                                      |
| År                                                   |                                                      |                                                      | Folkmängd                                            |                                                      |
| 1970                                                 | 1970                                                 |                                                      | 10 601                                               |                                                      |
| 1975                                                 | 1975                                                 |                                                      | 10 421                                               |                                                      |
| 1980                                                 | 1980                                                 |                                                      | 10 677                                               |                                                      |
| 1985                                                 | 1985                                                 |                                                      | 10 464                                               |                                                      |
| 1990                                                 | 1990                                                 |                                                      | 10 512                                               |                                                      |
| 1995                                                 | 1995                                                 |                                                      | 10 463                                               |                                                      |
| 2000                                                 | 2000                                                 |                                                      | 9 902                                                |                                                      |
| 2005                                                 | 2005                                                 |                                                      | 9 638                                                |                                                      |
| 2010                                                 | 2010                                                 |                                                      | 9 179                                                |                                                      |
| 2015                                                 | 2015                                                 |                                                      | 9 169                                                |                                                      |
| 2020                                                 | 2020                                                 |                                                      | 9 312                                                |                                                      |

## Kultur

### Kulturarv
Bland byggnadsminnen i kommunen återfinns: 
- Dalslands kanal med akvedukten i Håverud.
- Ekholmens herrgård från slutet av 1700-talet med café och gårdsbutik, Dals Rostock.
- Hjortens udde med en av de tidigaste Heidenstamsfyrarna, Grinstads socken.
- Svecklingebyn med gård från tidigt 1800-tal, kafé och glashytta, Örs socken.

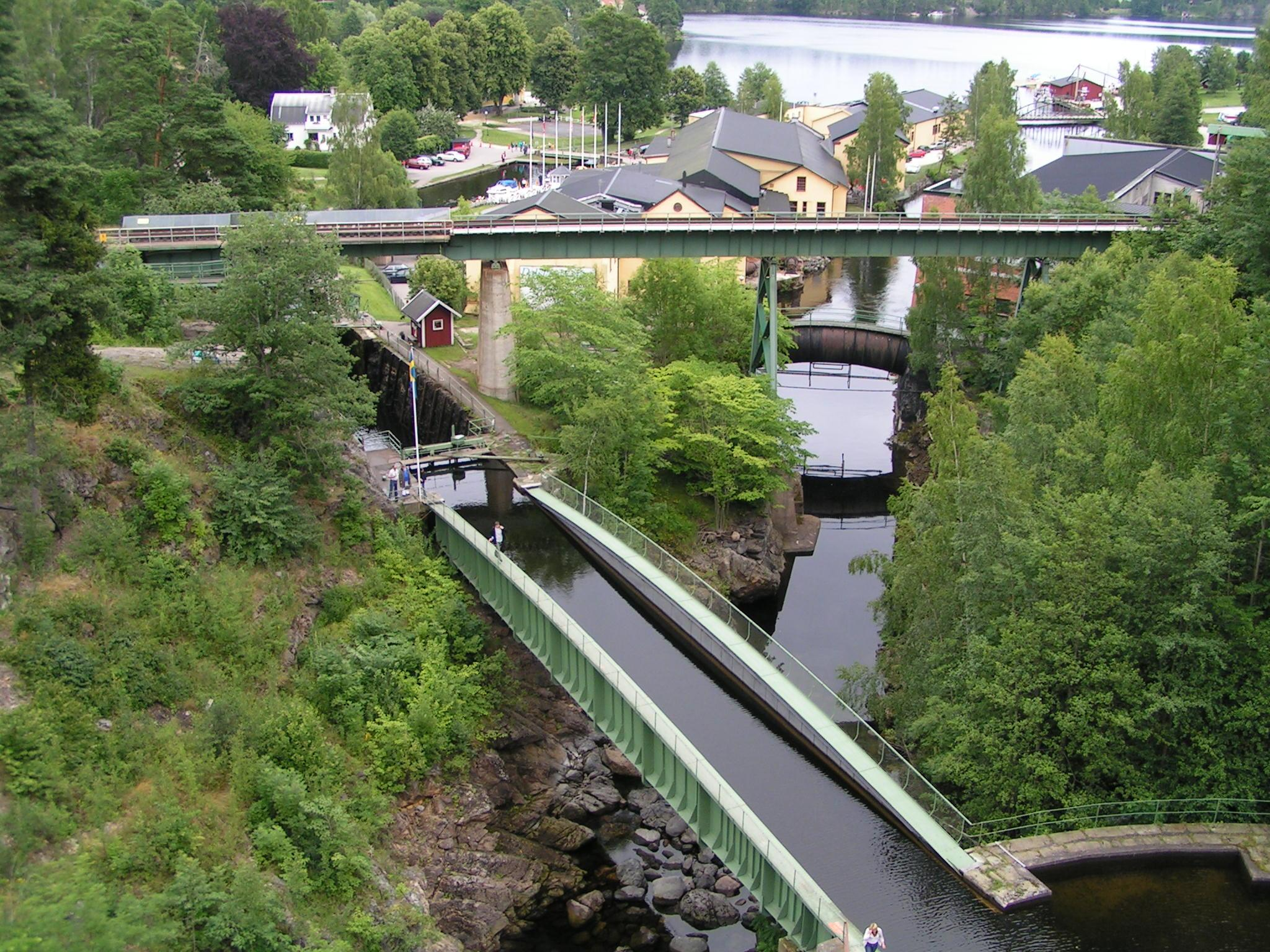
Dalslands kanal med akvedukten i Håverud.
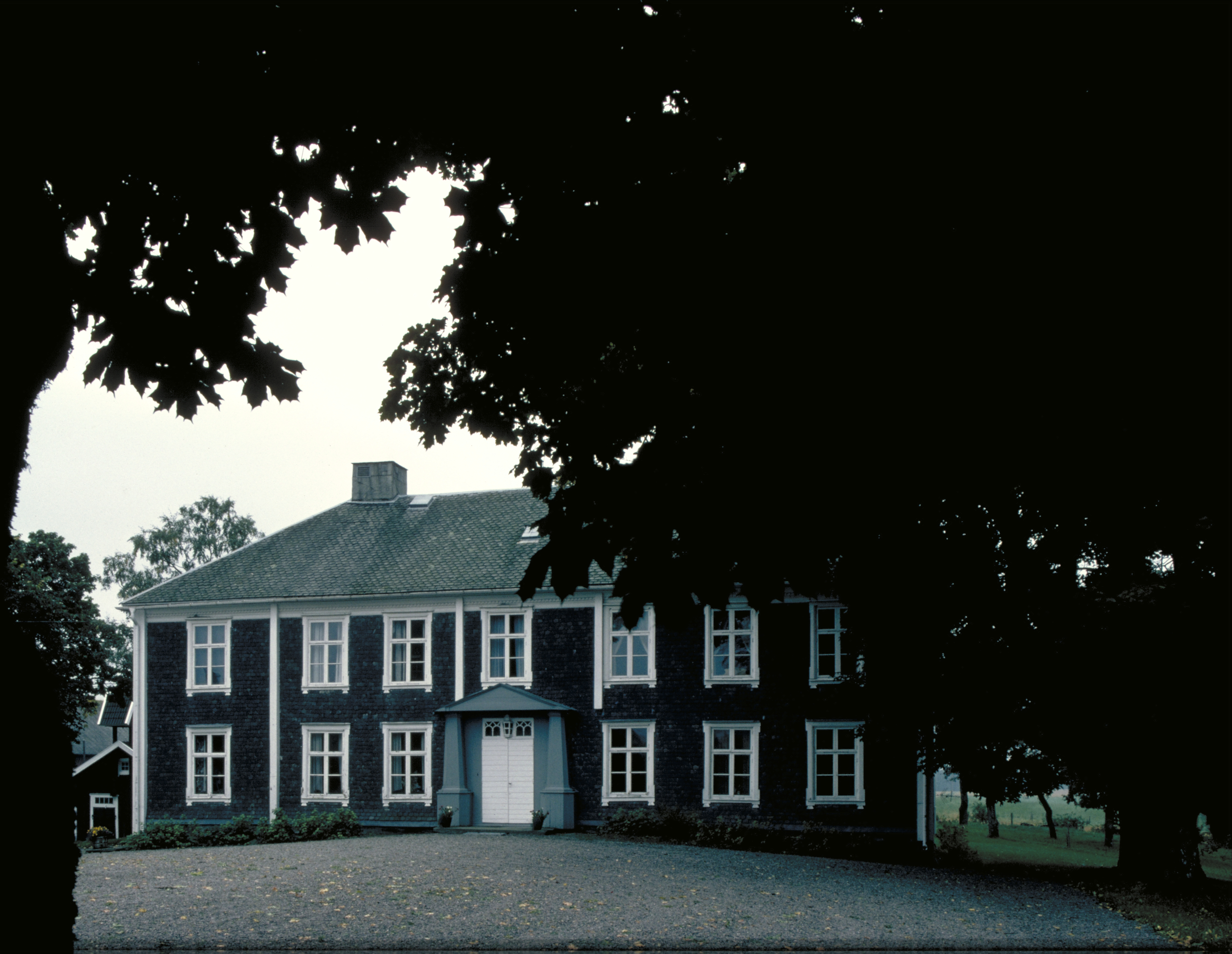
Ekholmens herrgård i Dals Rostock.
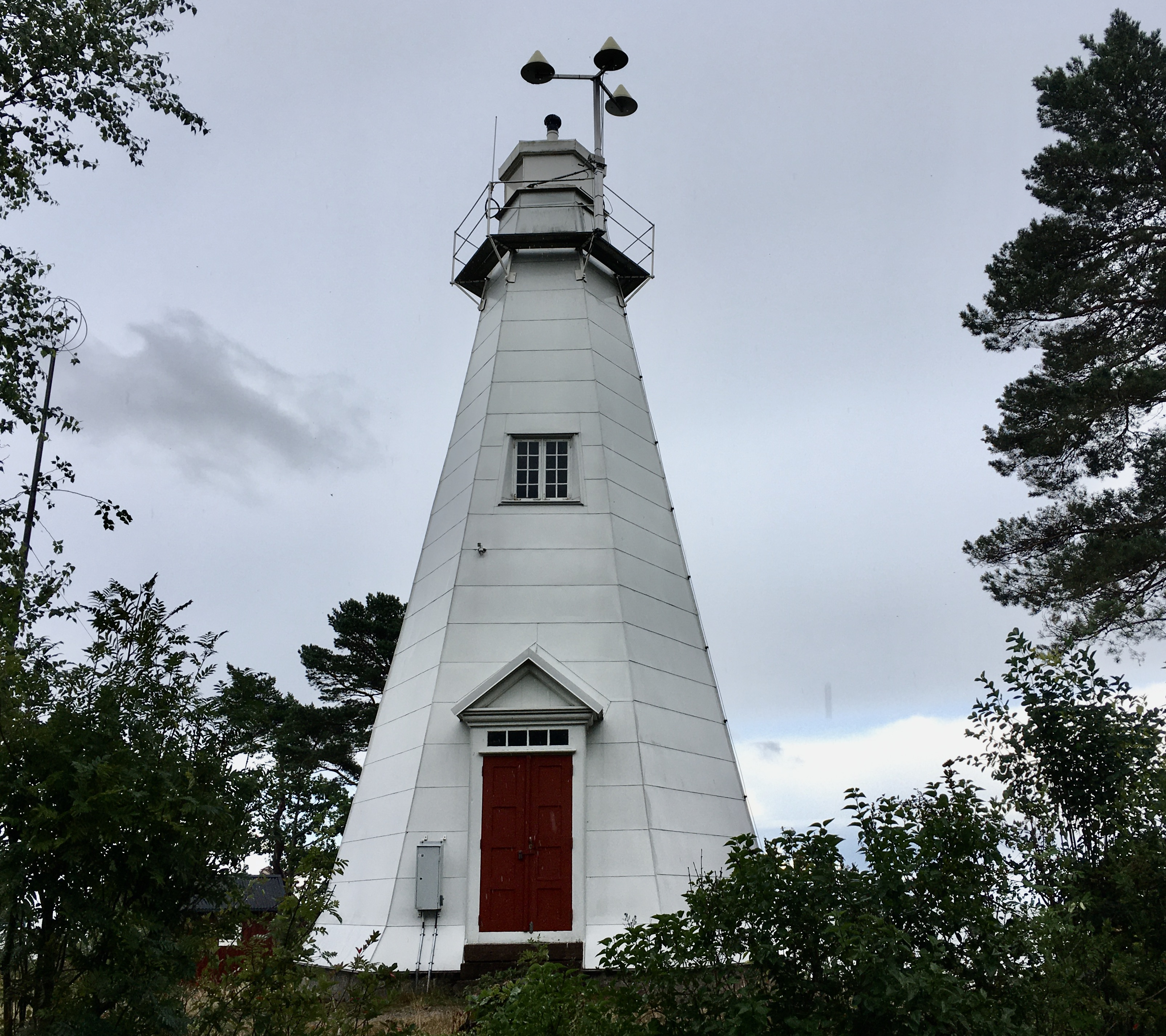
Hjortens udde i Grinstad vid Vänern.
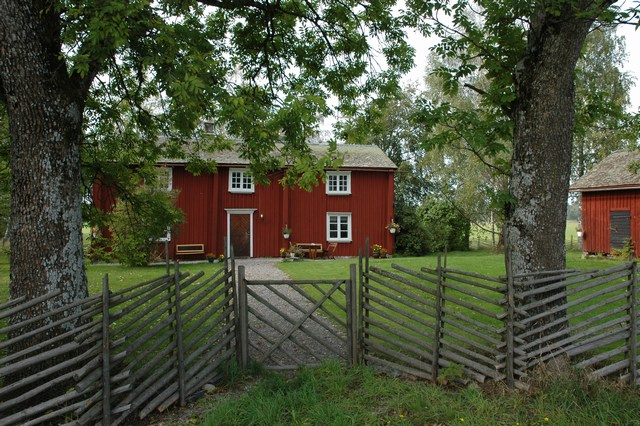
Svecklingebyns parstuga i Örs socken.

### Kommunvapen
Blasonering: I fält av silver en blå stolpe, belagd med en liljekonvaljestängel av silver och åtföljd av två utåtriktade blå stridsyxor.
Vapnet fastställdes av Kungl Maj:t 1963 för Melleruds köping. Yxorna är S:t Olofs attribut och liljekonvaljen är ur ätten Stakes vapen. Vapnet registrerades för kommunen i PRV 1964.